# Thecla pseudarenia
Thecla pseudarenia är en fjärilsart som beskrevs av Eugenio Giacomelli 1928. Thecla pseudarenia ingår i släktet Thecla och familjen juvelvingar. Inga underarter finns listade i Catalogue of Life.